# Catherine Marsal
Catherine Marsal (Metz, 20 de gener de 1971) fou una ciclista francesa, guanyadora de vuit medalles als Campionats del món, destacant un or en ruta el 1990. També va aconseguir diferents campionats en categoria júnior i nacional.
Va participar en quatre edicions dels Jocs Olímpics, i el 1995 va batre el rècord de l'hora, marca que només va poder mantenir dos mesos, ja que va ser superada per Yvonne McGregor.

## Palmarès en ruta
- 1987
  -  Campiona del món júnior en ruta
- 1988
  - 1a al Tour de Finisterre i vencedora de 2 etapes
- 1989
  - 1a al Tour de Finisterre i vencedora de 3 etapes
  - 1a al Tour de Texas
- 1990
  -  Campiona del món en ruta
  -  Campiona de França en ruta
  - 1a al Tour de la CEE i vencedora de 2 etapes
  - 1a al Giro d'Itàlia i vencedora de 2 etapes
  - 1a al Tour de Texas i vencedora d'una etapa
  - 1a al Tour de l'Aude i vencedora de 3 etapes
  - 1a al Postgiro i vencedora d'una etapa
- 1991
  -  Campiona del món en contrarellotge per equips (amb Marion Clignet, Nathalie Gendron i Cécile Odin)
  - Vencedora d'una etapa al Tour de la Drôme
- 1993
  - Vencedora d'una etapa al Tour ciclista femení
- 1994
  - 1a al Tour de l'Aude i vencedora d'una etapa
  - Vencedora de 3 etapes al Tour de Finisterre
- 1995
  - Vencedora d'una etapa al Tour de l'Aude
  - Vencedora d'una etapa al Tour ciclista femení
- 1996
  -  Campiona de França en ruta
  - Vencedora d'una etapa al Tour de l'Aude
  - Vencedora d'una etapa al Tour ciclista femení
- 1997
  -  Campiona de França en contrarellotge
  - Vencedora d'una etapa al Giro d'Itàlia
- 1998
  - Vencedora de 2 etapes al Tour de l'Aude
- 2002
  - Vencedora d'una etapa al Tour de l'Aude
  - Vencedora d'una etapa a la Volta a Castella i Lleó

## Palmarès en pista
- 1988
  -  Campiona del món júnior en Persecució
- 1997
  -  Campiona de França en Persecució
  -  Campiona de França en Puntuació
- 1999
  -  Campiona de França en Puntuació

### Resultats a laCopa del Món en pista
- 1995
  - 1a a Atenes, en Persecució
  - 1a a Atenes, en Puntuació